# ブリット
『ブリット』（Bullitt）は、1968年のアメリカ映画。ピーター・イェーツのハリウッド第1回監督作品。出演はスティーブ・マックイーンなど。
マックイーンが運転する1968年型フォード・マスタングGT390と敵の1968年型ダッジ・チャージャーによる、サンフランシスコの急斜面を利用したカーアクションやクライマックスの空港での追跡劇が描かれる。
2007年には「文化的・歴史的・芸術的にきわめて高い価値を持つ」とみなされ、アメリカ国立フィルム登録簿に登録された。

## ストーリー
サンフランシスコ市警察本部捜査課のブリット警部補（スティーブ・マックイーン）は、チャルマース上院議員（ロバート・ヴォーン）から裁判の重要証言者の保護を命じられる。その証言者とは、ジョー・ロスというマフィア組員。ロスは組の金を横領し、ヒットマンから狙われたために、司法取引によってマフィアを潰す証人となることで身の安全を図ったのだ。
ブリットは、部下のデルゲッティ部長刑事やスタントン刑事と交代でホテルの一室にてジョー・ロスを保護する。ところが、ブリットが非番の日に、ロスは部屋のドアを開け、入ってきたヒットマンに射殺されてしまい、スタントン刑事も重傷を負う。
スタントン刑事の証言により、ロスがヒットマンと示し合わせたかのようにドアを開けたことを知ったブリットは、事件の裏になにかがあることを感じ取り、ロスが死んだことを報告せず、デルゲッティ部長刑事と捜査を開始する。車を運転中にヒットマンに襲われ、カーチェイスの末に倒したが、ヒットマンは顔も判別不能なほど焼けただれて、ロス殺しの犯人と断定することは出来なかった。
ロスが病院から消えたことでブリットを責め、担当から外させようと圧力をかけて来るチャルマース上院議員。上司から明日までの猶予を与えられたブリットは、ロスが襲撃される前に電話をかけたドロシーという女を訪ねて滞在先のホテルに向かった。しかし、ドロシーは殺され、彼女と夫のローマ行きのチケットやパスポートが消えていた。
ドロシーの素性を調べて、彼女の夫であるレニックこそ、ロスとして殺された男だと突き止めるブリット。本物のロスは大金でレニックを雇って出頭させ、ヒットマンに殺されるよう仕向けた上で、ドロシーを殺してパスポートを奪ったのだ。
ロスの出国を止めるために空港へ急ぐブリット。ロスがローマではなく別の便に乗り換えたと推理したブリットは、出発直前のロンドン行きの機をゲートに戻らせた。後部ドアから飛び降りて滑走路へ逃げるロス。ブリットは、証言が済むまで殺すなと命ずるチャルマース上院議員の言葉を無視してロスを射殺した。

## キャスト
| 役名                             | 俳優                                         | 日本語吹替                                                                                              | 日本語吹替 |
| 役名                             | 俳優                                         | テレビ朝日版 （追加収録部分）                                                                           | ？版       |
| -------------------------------- | -------------------------------------------- | --- | ---------- |
| フランク・ブリット               | スティーブ・マックイーン                     | 内海賢二 （落合弘治）                                                                                   | 宮部昭夫   |
| キャシー                         | ジャクリーン・ビセット                       | 平井道子 （岡本麻弥）                                                                                   |            |
| ウォルター・チャルマース上院議員 | ロバート・ヴォーン                           | 矢島正明 （矢島正明）                                                                                   |            |
| デルゲッティ部長刑事             | ドン・ゴードン（英語版）                     | 勝部演之 （勝部演之）                                                                                   |            |
| ワイズバーグ                     | ロバート・デュヴァル                         | 北川国彦                                                                                                |            |
| サム・ベネット警部               | サイモン・オークランド（英語版）             | 神田隆 （五王四郎）                                                                                     |            |
| ベイカー警部                     | ノーマン・フェル                             | 緒方敏也                                                                                                |            |
| ウィラード医師                   | ジョーグ・スタンフォード・ブラウン（英語版） | 玄田哲章                                                                                                |            |
| エディ                           | ジャスティン・タール                         | 野島昭生                                                                                                |            |
| スタントン                       | カール・ラインデル（英語版）                 | 徳丸完                                                                                                  |            |
| レニック                         | フェリス・オルランディ（英語版）             | 宮田光                                                                                                  |            |
| フィル                           | ビル・ヒックマン（英語版）                   | |            |
| その他                           | N/A                                          | 緑川稔 北山年夫 寺島幹夫 桑原たけし 斉藤昌 若本規昭 平林尚三 作間功 山岡葉子 三浦潤子 峰あつ子 山崎敦子 |            |
| 日本語版制作スタッフ             |                                              | |            |
| 演出                             | 演出                                         | 小林守夫                                                                                                |            |
| 翻訳                             | 翻訳                                         | 木原たけし （平田勝茂）                                                                                 |            |
| 効果                             | 効果                                         | 遠藤堯雄 桜井俊哉                                                                                       |            |
| 調整                             | 調整                                         | 前田仁信                                                                                                |            |
| 選曲                             | 選曲                                         | 重秀彦                                                                                                  |            |
| プロデューサー                   | プロデューサー                               | 植木明                                                                                                  |            |
| 制作                             | 制作                                         | 東北新社 （ブロードメディア・スタジオ）                                                                 |            |
| 解説                             | 解説                                         | 淀川長治                                                                                                |            |
| 初回放送                         | 初回放送                                     | 1977年4月10日 『日曜洋画劇場』 21:00-22:54                                                              |            |

※2015年3月7日にWOWOWで再放送された際、初回放送時にカットされた部分を同一キャスト（一部は代役）で追加収録したものが放送された。2018年6月6日発売の「吹替の力」シリーズ『ブリット 日本語吹替音声追加収録版 ブルーレイ』には、上記のWOWOW版が収録。

## スタッフ
- 監督：ピーター・イェーツ
- 製作：フィリップ・ダントニ、ロバート・E・レリア
- 原作：ロバート・L・フィッシュ(ロバート・L・バイク名義)
- 脚本：アラン・R・トラストマン/ハリー・クレイナ
- 撮影：ウィリアム・A・フレイカー
- 音楽：ラロ・シフリン
- 編集：フランク・P・ケラー
- 提供：ワーナー・ブラザース＝セヴン・アーツ
- 日本語字幕：高瀬鎮夫（劇場用、ソフト用）[4]、太田直子（NHK教育「世界名画劇場」）[5][6]

## 受賞歴
- 第41回アカデミー賞 編集賞 - フランク・P・ケラー

## エピソード
- 岡田晋吉は日本テレビプロデューサー当時、テレビドラマ『太陽にほえろ!』の製作に際して本作を参考にしたと述べている[7]。
- 映画に登場する最高のカーチェイスを選ぶ投票で1位に選ばれた[8]。
- 2020年アメリカのメカムコレクターカーオークションにて、本作に登場したフォード・マスタングGTが競売にかけられ、当オークション過去最高額の370万ドル（日本円で約4億円）で落札された。
- 劇中マックイーンのタートルネックセーターは当時のサンフランシスコ市警で流行した。
- マックイーンは実在の連続殺人事件ゾディアック事件を担当したサンフランシスコ市警のデビッド・トスキ刑事を役作りの参考にしている。本作で有名なブリットのショルダー・ホルスターは、トスキ刑事が実際に使用していたことから採用されたものである[9]。トスキ刑事はまた、ゾディアック事件を基にした『ダーティハリー』で、ハリー・キャラハン刑事のモデルにもなった。
- 本作は撮影用のオープンセットを全く使用せず、全て実際の場所で撮影している。マックイーン曰く「私たちが達成しようとしたのは、劇場映画ではなく、現実についての映画を作ることだった」とのこと[10]。
- 容疑者の写真を取り寄せるシーンではファクシミリの一種であるテレコピアと呼ばれる電送機を使用している[11][12]。音響カプラを使用するなど、後年に普及したファクシミリとは仕様が異なる。
- 病院のシーンでは、実際の医師と看護師が役を演じている。